# FCRL3
البروتين الشبيهة بمستقبل Fc-3 (بالإنجليزية: Fc receptor-like protein 3)‏ ومختصره (FCRL3) هو بروتين موجود عند الإنسان ومشفر بالمورثة FCRL3.

## التفاعلات
أظهر FCRL3 تفاعلات مع بروتين PTPN6.